# Pióry (województwo świętokrzyskie)
Pióry – nieistniejąca obecnie wieś w Polsce, w województwie świętokrzyskim, w powiecie staszowskim, w gminie Połaniec. Obecnie w 70% zajęta jest pod obiekty przemysłowe odpopielania Enea Elektrownia Połaniec.
W latach 1975–1998 miejscowość administracyjnie należała do województwa tarnobrzeskiego.
Miejscowość formalnie zniesiono z dniem 1 stycznia 2016.

## Historia
W latach 1867–1954 w granicach administracyjnych gminy Tursko (natenczas była małą wioską Pióry); a w granicach obecnej gminy Połaniec dopiero od 1 stycznia 1973 roku po reaktywacji gmin w miejsce gromad. Poddana likwidacji w 1978 roku od momentu budowy pobliskiego zakładu przemysłowego.
Wieś wymieniana w Słowniku geograficznym Królestwa Polskiego i innych krajów słowiańskich pod koniec XIX wieku.

PIÓRY, wieś, powiat sandomierski, gmina Tursko, parafia Połaniec, odległość od Sandomierza 39 wiorst, ma 7 domów, 44 mieszkańców, 115 mórg ziemi włościańskiej. W 1827 roku było (tu) 4 domy, 30 mieszkańców).

Bronisław Chlebowski, Słownik geograficzny Królestwa Polskiego..., t. XIV.

Pióry w 1867 roku wchodziły w skład gminy Tursko, z urzędem gminy w Strużkach. Sądem okręgowym dla gminy był IV Sąd Okręgowy w Staszowie (tam też była stacya pocztowa). Gmina miała 8 781 mórg rozległości ogółem (w tym 5 083 mórg włościańskich) i 4 613 mieszkańców (w tym 1,4 proc. pochodzenia żydowskiego, tj. 63 żydów). W skład gminy wchodziły jeszcze: Antoszówka, Dąbrowa, Luszyca, Matyaszów, Nakol, Niekrasów, Niekurza, Okrągła, Ossala, Rudniki, Szwagrów, Strużki, Sworoń, Trzcianka, Tursko Małe, Tursko Wielkie, Tursko Wola, Zaduska Kępa i Zawada.
W 1895 roku ówczesna parafia Połaniec należała do ówczesnego dekanatu sandomierskiego i liczyła wówczas 5 514 dusz.

## Demografia
Struktura demograficzna wioski Pióry po reaktywacji państwa polskiego (tj. po I wojnie światowej) – odbiegała znacząco od ujednolicenia narodowościowego do jej różnorodność wyznaniowej włącznie. Bowiem Pióry – wioskę, zamieszkiwały 74 osoby, w tym: 35 mężczyzn i 39 kobiety, z których 74 osoby było wyznania rzymskokatolickiego; jako narodowość polską podało również 74 osoby. Niniejsze dane oparto na podstawie pierwszego spisu powszechnego ludności z 30 września 1921 roku.

## Dawne części wsi – obiekty fizjograficzne
W latach 70. XX wieku przyporządkowano i opracowano spis lokalnych części integralnych dla Piór zawarty w tabeli 1.

| Nazwa wsi – miasta  | Nazwy części wsi – miasta | Nazwy obiektów fizjograficznych – charakter obiektu |
| ------------------- | ------------------------- | --------------------------------------------------- |
| I. Gromada POŁANIEC |                           |                                                     |
| 1. Pióry            | —                         | 1. Łąki — pole, łąki 2. Pastwisko — pole, łąki      |

## Literatura
1. Kaczmarek Leon (red. nauk. zeszytu), Taszycki Witold (red. nauk. wyd.): Urzędowe Nazwy miejscowości i obiektów fizjograficznych. 33. Powiat staszowski województwo kieleckie. Komisja ustalania nazw miejscowości i obiektów fizjograficznych (do użytku służbowego). Z: 33. Warszawa: Urząd Rady Ministrów. Biuro do Spraw Prezydiów Rad Narodowych, 1970. Brak numerów stron w książce